# Stefan Miniewski
Stefan Miniewski (ur. 1889, zm. 1944 lub 1945) – polski rolnik, Sprawiedliwy wśród Narodów Świata, ofiara zbrodni ukraińskich nacjonalistów.

## Życiorys
Był rolnikiem, właścicielem niewielkiego gospodarstwa rolnego w Smarzowie (powiat radziechowski w województwie tarnopolskim). Z żoną Agrypiną miał czworo dzieci, w tym synów Józefa i Jana (ur. 1929).
Już w dwudziestoleciu międzywojennym był osobą ociemniałą.
Podczas okupacji niemieckiej Miniewscy ukrywali w swoim gospodarstwie Żydów Izaaka Sterlinga i Józefa Parnasa, których znali z okresu przedwojennego. Z kryjówki, która została wykopana pod szopą, okazyjnie korzystali także inni Żydzi, w tym Fishel Fish i Izak Friedman. Będąc rodziną niezamożną Miniewscy otrzymywali od ukrywanych kosztowności na zakup żywności. W spieniężaniu tych przedmiotów pomagał proboszcz miejscowej parafii Szczurowice ks. Stanisław Mazak, również zaangażowany w pomoc Żydom. Sterling i Parnas doczekali w ukryciu do nadejścia Armii Czerwonej.
Stefan Miniewski został zamordowany przez ukraińskie podziemie. Zdaniem jego syna Jana była to kara za ukrywanie Żydów.

## Dalsze losy rodziny Stefana Miniewskiego
Józef, najstarszy z dzieci Stefana, również zagrożony przez Ukraińców, wyjechał ze Smarzowa w ramach tzw. pierwszej repatriacji (lata 1944–1946). Agrypina Miniewska z pozostałymi dziećmi pozostała na gospodarstwie, gdzie zmuszano ich do wstąpienia do kołchozu. Jan Miniewski imał się różnych zajęć w ZSRR, m.in. pracował w Tomsku na Syberii. Cała rodzina przeniosła się do Polski w ramach tzw. drugiej repatriacji (lata 1955–1959).   

## Upamiętnienie
W 1984 roku Instytut Jad Waszem pośmiertnie uhonorował Stefana Miniewskiego, a także jego syna Jana, tytułami Sprawiedliwych wśród Narodów Świata.